# Inés Muzzopappa
 Inés Muzzopappa, argentinska plesalka tanga, *Buenos Aires.
Inés je znana plesalka argentinskega tanga. Plesno kariero je začela že v mladih letih. Tango je začela plesati pri štirinajstih letih v Buenos Airesu v klubih Sunderland in Villa Urquiza. Leta 2007 je zmagala svetovnem prvenstvu tanga v Buenos Airesu. Od leta 2008 pleše in poučuje tango skupaj s plesalcem Federicom Naveiro.